# Torre de Arcas
Torre de Arcas – gmina w Hiszpanii, w prowincji Teruel, w Aragonii, o powierzchni 34,28 km². W 2011 roku gmina liczyła 88 mieszkańców.